# Love and Rockets (Band)
Love and Rockets war eine britische Alternative Band, die 1985 durch ehemalige Mitglieder von Bauhaus gegründet und 1999 erstmals, 2009 endgültig aufgelöst wurde. Sie traten auch unter dem Pseudonym The Bubblemen auf.

## Geschichte

### Die Zeit zwischen Bauhaus und Bandgründung
Nach der Auflösung der Band Bauhaus im Jahre 1983 verfolgten die Mitglieder verschiedene Projekte. Während Sänger Peter Murphy eine Solokarriere startete, spielten Daniel Ash und Kevin Haskins von 1982 bis 1984 in der Band Tones on Tail.

### 1985 bis 1999
1985 taten sich Ash, Haskins und J zusammen und gründeten Love and Rockets. Die Gruppe benannte sich nach der gleichnamigen Comicserie von Jaime und Gilbert Hernandez.
Auf den ersten vier Alben bewegten sich die Musiker konsequent weg vom Gothic Rock Image, für das Bauhaus richtungsweisend waren. Kennzeichnend dafür war bereits ihr erster Hit Ball of Confusion, ein Cover des Motown-Klassikers von den Temptations. Einflüsse verschiedener Stilrichtungen wie Psychedelic Rock, Post-Punk, Glam Rock und Folk bestimmten anfangs ihre Musik.
1989 gelang ihnen mit So Alive von ihrem Album Love and Rockets der große Durchbruch. Die Single erreichte in den Vereinigten Staaten Platz 3 der Charts und wurde in vielen Ländern ein Erfolg. Nach ausgedehnten Tourneen nahmen sie drei Jahre später das Album Hot Trip to Heaven auf, auf dem sie sich vom Rock der ersten Jahre weg, hin zu mehr elektronischen Einflüssen entwickelten. Während der Einspielung zum folgenden Album Sweet F.A. brach im April 1995 im Haus von Rick Rubin, in dem die Band während der Aufnahmen lebte und arbeitete, ein Feuer aus. Zwar blieben die Musiker unverletzt, aber der sie besuchende befreundete Musiker Genesis P-Orridge erlitt bei dem Vorfall schwere Brandverletzungen. Nach einem langen Rechtsstreit wurde den Musikern bestätigt, am Ausbruch des Feuers unschuldig zu sein. 1998 erschien das letzte Album Lift, und 1999 löste sich die Gruppe auf. Mittlerweile hatte es bereits ein Comeback von Bauhaus gegeben.

### Wiedervereinigung 2007
Im Oktober 2007 gab die Band auf ihrer MySpace-Seite bekannt, dass sie sich für die Einspielung eines Songs und für zwei Auftritte wieder zusammentun wolle. 2008 folgten noch weitere Konzerte in den Vereinigten Staaten. 2009 teilte Daniel Ash in einem Interview mit, dass es keine Pläne für weitere Zusammenarbeit gäbe.
2009 erschien ein Tributealbum namens New Tales to Tell mit Beiträgen von unter anderem Black Francis, Blaqk Audio, The Dandy Warhols, The Flaming Lips und Monster Magnet.

## Diskografie

### Studioalben
| Jahr | Titel Musiklabel                                    | Höchstplatzierung, Gesamtwochen, AuszeichnungChartsChartplatzierungen (Jahr, Titel, Musiklabel, Platzierungen, Wochen, Auszeichnungen, Anmerkungen) | Anmerkungen                              |
| Jahr | Titel Musiklabel                                    | US | Anmerkungen                              |
| ---- | --------------------------------------------------- | --- | ---------------------------------------- |
| 1985 | Seventh Dream of Teenage Heaven Beggars Banquet/RCA | — | Erstveröffentlichung: 11. Oktober 1985   |
| 1986 | Express Beggars Banquet/Big Time                    | US72 (30 Wo.)US | Erstveröffentlichung: 15. September 1986 |
| 1987 | Earth, Sun, Moon Beggars Banquet/Big Time           | US64 (28 Wo.)US | Erstveröffentlichung: 9. September 1987  |
| 1989 | Love and Rockets Beggars Banquet/RCA                | US14 Gold · (26 Wo.)US | Erstveröffentlichung: 7. März 1989       |
| 1994 | Hot Trip to Heaven American Recordings              | — | Erstveröffentlichung: 26. September 1994 |
| 1996 | Sweet F. A. American Recordings                     | US172 (1 Wo.)US | Erstveröffentlichung: 19. März 1996      |
| 1998 | Lift Red Ant                                        | — | Erstveröffentlichung: 13. Oktober 1998   |

### Livealben
- 2003: So Alive (Psychobaby)

### Kompilationen
- 2003: Sorted! The Best of Love and Rockets (Beggars UK/Ada)
- 2013: 5 Albums (Beggars Banquet)

### Singles
- 1985: Ball of Confusion
- 1985: If There’s a Heaven Above
- 1986: Kundalini Express
- 1986: Yin and Yang (The Flowerpot Man)
- 1986: All in My Mind
- 1987: The Light
- 1987: No New Tale to Tell
- 1987: Waiting for the Flood
- 1988: Mirror People
- 1988: Lazy
- 1989: Motorcycle
- 1989: So Alive
- 1989: Rock & Roll Babylon
- 1989: No Big Deal
- 1994: This Heaven
- 1994: Body and Soul
- 1996: Sweet Lover Hangover
- 1996: Fever
- 1998: Resurrection Hex
- 1998: Holy Fool
- 1998: R.I.P. 20C

### Videoalben
- 1989: The Haunted Fishtank (US: Gold)